# Francisco Morazán
Francisco Morazán lub José Francisco Morazán Quesada (ur. 3 października 1792 w Tegucigalpie, zm. 15 września 1842 w San José) – środkowoamerykański polityk pochodzenia honduraskiego, generał, przywódca liberałów, prezydent Zjednoczonych Prowincji Ameryki Środkowej w latach 1830–1835 i 1835–1839. Podjął przy użyciu siły nieudaną próbę powstrzymania rozpadu federacji. Został pojmany i stracony. Bohater narodowy Hondurasu.